# 巴西尼亚克
巴西尼亚克（法語：Bassignac，法語發音：[basiɲak]）是法国康塔尔省的一个市镇，位于该省西北部，属于莫里亚克区。

## 地理
巴西尼亚克（45°19'14"N, 2°24'21"E）面积11.95 平方千米，位于法国奥弗涅-罗讷-阿尔卑斯大区康塔爾省，该省份为法国中南部省份，位于法國中央高原中心，北起科雷兹省、上盧瓦爾省和多姆山省，西接洛特省和科雷兹省，南至阿韦龙省和洛特省，东临上盧瓦爾省和洛泽尔省。
与巴西尼亚克接壤的市镇（或旧市镇、城区）包括：尚帕尼亚克、雅莱拉克、梅阿莱、索瓦、韦里耶尔、伊德。

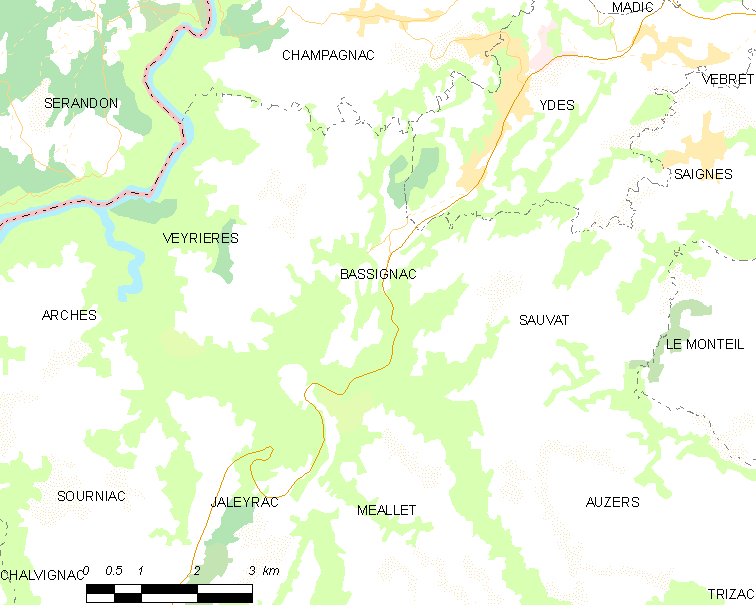
巴西尼亚克的OSM定位图

巴西尼亚克的时区为UTC+01:00、UTC+02:00（夏令时）。

## 行政
巴西尼亚克的邮政编码为15240，INSEE市镇编码为15019。

## 政治
巴西尼亚克所属的省级选区为伊德县。

## 人口

1962-2008年间巴西尼亚克人口变化图示

巴西尼亚克于2022年1月1日时的人口数量为222人。